# 잠시드

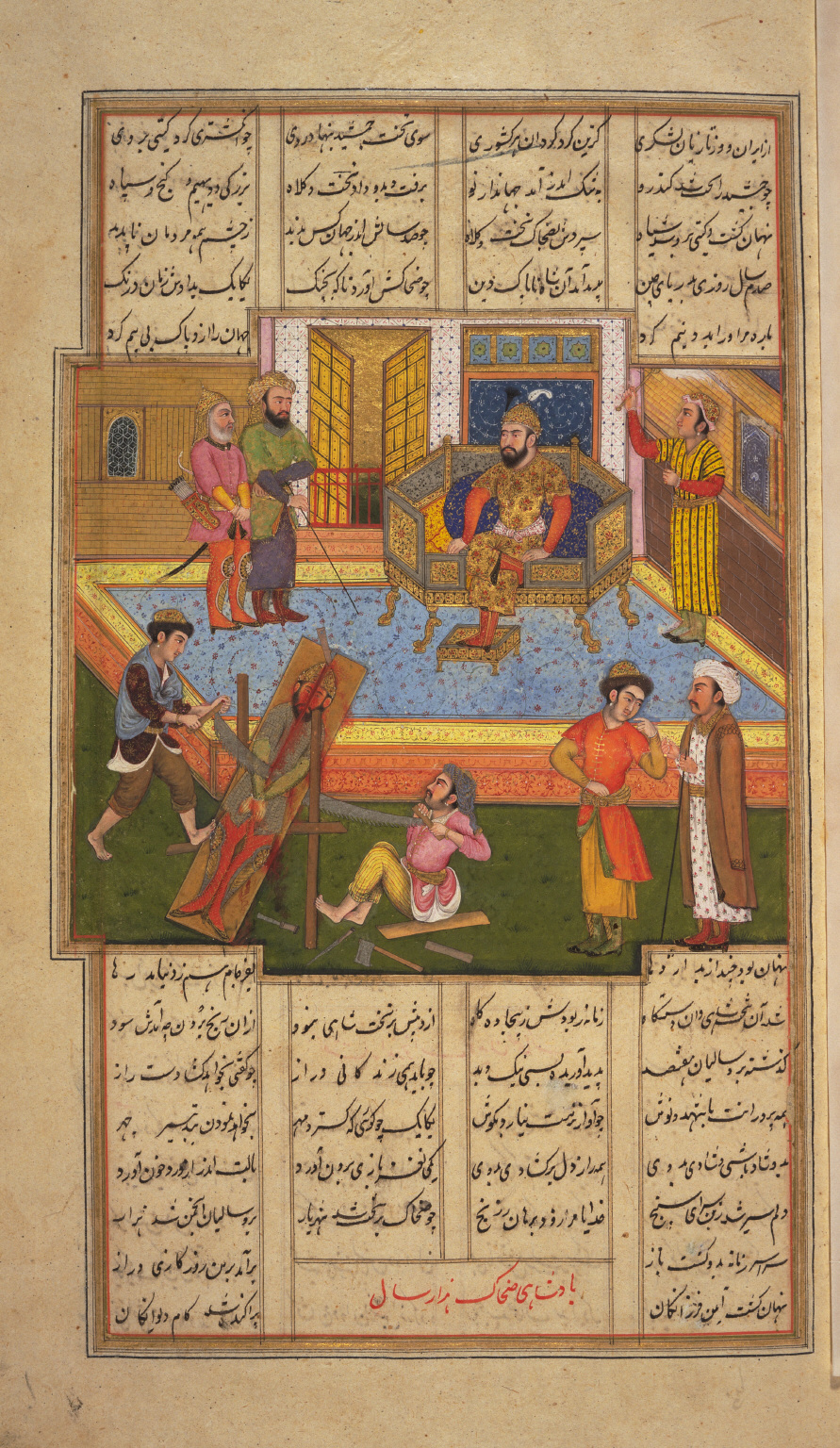
자하크앞에서 잠시드를 반으로 가르는 것을 묘사한 페르시아 그림

잠세드 또는 잠시드 또는 아베스타어 위마는 이란의 신화적인 인물이다.
잠시드는 피슈다드 왕조 기술된다. 그는 아베스타어로는 위마(크샤에타)로 나타나며, 여기에서 잠시드라는 이름이 유추된다.
잠시드는 이란 조로아스터교의 통상적인 남자이름으로 남았다.
아베스타 '벤디다그'의 2장에서, 전능한 조물주 아후라 마즈다가 착한 양치기인 위마에게 그의 법을 받아서 사람들에게 전할 것을 요구한다.
그러나 위마는 거절하고 그리하여 아후라 마즈다는 그에게 다른 임무를 부여한다. 땅을 다스리고 옥토로 만들어 생물이 번성하는 것을 보는 것이었다.
위마는 이것을 받아들이고 아후라 마즈다는 그에게 황금 인장과 금세공된 단도를 주었다.
위마는 왕이 되어 300년 간 다스렸다. 그리고 곧 땅은 인간과 새때, 동물 무리들로 가득 차고 그는 대바를 제거하였는데 그는 악한 아리만과 그의 치세동안의 부 그리고 명성의 악마적인 봉사자였다.
그러나 선인들은 다양한 삶을 살았고 아프지도 늙지도 않았다.
아후라 마즈다는 위마에게 2마일의 길이와 너비를 지닌 다층구조의 지하 동굴의 형태의 '바라'를 건설할 것은 조언하였다.
이것은 그가 최적의 남녀와 모든 동물과 새의 한쌍씩과 모든 식물로 채우는 것이었다. 그리고 지난 여름에 거둔 음식과 물을 공급하는 것이었다. 위마는 바라를 그의 발로 땅을 밟아 부셔서 만들었다. 그는 거리와 건물을 만들고 2000명을 그곳에 살도록 데려다 놓았다. 그는 인공의 빛을 만들고 바라를 금반지로 봉인하였다.

## 같이 보기
- 노아